# Antoni I de Constantinoble
Antoni I Cassimates (en grec antic: Αντώνιος Α΄ Κασσυματάς) va ser patriarca de Constantinoble de l'any 821 al 832.
Va rebre una bona educació i cap a l'any 800 era advocat a Constantinoble. Era bisbe de Silaios, a Pamfília, i va ser elegit patriarca pels iconoclastes. Va organitzar una persecució contra els iconòduls (que veneraven les imatges) durant el regnat de Miquel II el Tartamut. Va escriure un llibre defensant les creences iconoclastes.